# Treport
Treport (néha Triport) régészeti helyszín, az ókori Illíria déli vidékének egyik illírek lakta, az i. e. 7–1. században fennállt erődített települése, Adriai-tengeri kikötője volt. Romjai a mai Délnyugat-Albániában, a Vlorai-öböl és a Nartai-lagúna közé ékelődő területen, a Treporti-fok öblében, Zvërnec falu nyugati határában találhatóak. Korabeli neve nem ismert.

## Története
Az Adriai-tengeren hajózó kereskedők a Treporti-fok által védett öblöt természetes kikötőként használták a vaskor elejétől. Az 1983–1984-ben Vasil Bereti vezetésével végzett régészeti ásatások során megállapították, hogy az i. e. 7. század végén kialakult település lakói kiterjedt kereskedelmi kapcsolatokkal rendelkeztek. Az i. e. 7–5. századi rétegekből előkerült leletanyagban nagy számban képviseltetik magukat a korinthoszi mesterek edényei, amforák, hüdriák, pithoszok és szküphoszok, de attikai és ión fazekastermékek is.
A települést a feltételezések szerint az i. e. 6–5. századok során erődítették, fallal vették körbe. A település ezt követően vélhetően az amantok koinonjához tartozott, az i. e. 4. század után pedig a 25 kilométerre nyugatra fekvő Büllisz, végül pedig a közeli Aulón kikötője volt. Az ezekből az évszázadokból előkerült cserépedényleletet már főként az attikai és apollóniai termékek túlsúlya jellemezte.
A kikötőváros elnéptelenedését egy i. e. 59-ben bekövetkezett földrengés idézte elő, amelynek következményeként a rakodópart víz alá került, Treport lakói pedig vélhetően Aulónban telepedtek le. A 17. században Avlonyában (ma Vlora) járt Evlija Cselebi arról számolt be, hogy az egykori Treport köveiből építették fel a város oszmán erődjét.

## Régészeti leírása
Az i. e. 6–5. századi 3 hektáros erődítésnek csupán 24 méteres szakaszát tárták fel az 1983–1984-es ásatások során. A megmunkált kövekből 1,8–2,5 méter szélességben felrótt falat a moenia aeacia (’aiakidészi fal’) várépítészeti eljárását követve fűrészfogszerűen alakították ki, de apollóniai mintára agyag helyett téglasorokkal magasították meg az elkészült falakat. A falmaradványokat a növényzet sűrűn benőtte, ezért nehezen megtalálhatóak. Az egykori kikötő 600-650 méter hosszú, kelet–nyugati irányú rakodópartjának falát hatalmas, 2,8-3,3 méter hosszú kváderkövekből építették fel. Ez az építmény az i. e. 59-es földrengés következtében a tengerfenékre került. A treporti ásatások során feltárt leletek egy része a vlorai Történeti Múzeum kiállításán megtekinthető.